# Allan Stig Rasmussen
Allan Stig Rasmussen (ur. 20 listopada 1983) – duński szachista, arcymistrz od 2009 roku.

## Kariera szachowa
W 1999 r. reprezentował Danię na mistrzostwach świata juniorów do 16 lat, w 2000 r. – na mistrzostwach świata do 18 lat, a w 2001 r. – na mistrzostwach Europy w tej samej kategorii wiekowej. W 2006 r. podzielił IV m. (za Wadimem Małachatko. Nigelem Shortem i Jonnym Hectorem, wspólnie m.in. z Curtem Hansenem, Jacobem Aagaardem i Nickiem de Firmianem) w turnieju Politiken Cup w Taastrup, zdobywając pierwsza normę na tytuł arcymistrza. W 2007 r. zwyciężył w Rønne (wspólnie z Reynaldo Verą), podzielił II-V m. w finale indywidualnych mistrzostw Danii, rozegranych w Aalborgu oraz zajął II m. (za Karstenem Rasmussenem) w turnieju The North Sea Cup w Esbjergu. W 2008 r. zwyciężył w Mariańskich Łaźniach (zdobywając druga normę arcymistrzowską) i w Kopenhadze (dwukrotnie w turniejach otwartych), natomiast w kolejnym finale mistrzostw Danii podzielił III-VI miejsce. W 2009 r. zdobył w Silkeborgu tytuł indywidualnego wicemistrza Danii, a podczas drużynowych mistrzostw kraju zdobył trzecią normę na tytuł arcymistrza. W latach 2010, 2011 i 2014 trzykrotnie zdobył złote medale indywidualnych mistrzostw Danii.
Wielokrotnie reprezentował Danię w turniejach drużynowych, m.in.: czterokrotnie na olimpiadach szachowych (w latach 2008, 2010, 2012, 2014) oraz trzykrotnie na drużynowych mistrzostwach Europy (w latach 2009, 2011, 2013).
Najwyższy ranking w dotychczasowej karierze osiągnął 1 listopada 2021, z wynikiem 2577 punktów.